# Tom Segerberg
Tom Gösta Segerberg, född 25 augusti 1934 i Helsingfors, död där 1 februari 2007, var en finlandssvensk regissör och skådespelare.
Segerberg blev student 1952, studerade vid Helsingfors universitet 1952–1955 och vid Svenska Teaterns elevskola 1955–1957. Han var skådespelare och regiassistent vid Åbo svenska teater 1957–1958, ledare för Nya turnéteatern 1958 samt programredaktör vid Rundradions TV-program från 1959 och TV-teaterregissör från 1961. Han innehade regiuppgifter vid Radioteatern och gjorde regigästspel vid Svenska Teatern 1964 och vid Fjernsynteatret i Oslo 1966.

## Filmografi som regissör (TV-produktioner)
- 1960 — Ödets man
- 1960 — I Italien
- 1960 — Madame
- 1961 — Huset vid landsvägen
- 1961 — Efter levande modell
- 1961 — Bygdeväg-Motorväg
- 1961 — Nej
- 1962 — Staden
- 1962 — Ordet
- 1962 — Antigone
- 1963 — Ett ovanligt fall & Trappan
- 1963 — Nike
- 1963 — Greve Öderland
- 1964 — Kattorna
- 1965 — Fru Carrars gevär
- 1965 — Supé med Arman klockan åtta
- 1966 — Skriet
- 1966 — Gehenna
- 1966 — Grannar
- 1966 — Corpus delicti
- 1967 — Javisst, kära du
- 1967 — Jean-Paul Marat förföljd och mördad så som det framställs av patienterna på hospitalet Charenton under ledning av herr de Sade
- 1967 — Kärlek utan strumpor
- 1968 — Fysikerna
- 1969 — Konfirmasjonen
- 1970 — Som fisken i vattnet
- 1984 — Bidermann och pyromanerna (även roll)
- 1984 — I kväll Dario Fo (3 pjäster)
- 1985 — Forellerna